# Poria derketo
Poria derketo är en kräftdjursart. Poria derketo ingår i släktet Poria och familjen Canthocamptidae. Inga underarter finns listade i Catalogue of Life.